# Балашшадьярмат
Ба́лашшадья́рмат, имеется старая русская транскрипция Баласса-Джармат (венг. Balassagyarmat), — город на севере Венгрии, в медье Ноград.
Население Балашшадьярмата по данным на 2001 год — 17 704 человека.

## История
Город Балашшадьярмат стоит на земле древнего мадьярского племени Дьярмат.
В 1552 году Балашшадьярмат был захвачен Али-пашой Будайским.
С 1998 года на гербе города появилась латинская надпись «Civitas Fortissima» (самый храбрый город), поскольку утверждалось, что после Первой мировой войны, в январе 1919 года, чехословацкие войска незаконно оккупировали венгерские города, включая Балашшадьярмат, и здесь они встретили ожесточённое сопротивление местных венгров.
9 мая 1944 года, во время Второй мировой войны, немцы согнали 3000 евреев из города и окрестных деревень в гетто. 11 и 14 июня 1944 года все они были отправлены в концлагерь Освенцим.
Балашшадьярмат был захвачен 9 декабря 1944 года советскими войсками 2-го Украинского фронта в ходе Будапештской операции.

## Население
| Год  | Численность | Численность |
| ---- | ----------- | ----------- |
| 2013 | 16 055      | [ 5 ]       |
| 2014 | 15 857      | [ 6 ]       |
| 2018 | 14 873      | [ 7 ]       |
| 2022 | 14 185      | [ 8 ]       |
| 2023 | 14 036      | [ 9 ]       |
| 2024 | 13 917      | [ 1 ]       |

## Города-побратимы
- Slovenské Ďarmoty[вд], Словакия
- Деж, Румыния
- Ламеция-Терме, Италия
- Остроленка, Польша
- Павия, Италия
- Свалява, Украина
- Хайменкирх, Германия